# Atrachea nitens
Atrachea nitens là một loài bướm đêm trong họ Noctuidae.